# Kristen McDonald Rivet
Kristen Lee McDonald Rivet (Portland, 11 luglio 1970) è una politica statunitense, membro della Camera dei Rappresentanti per lo stato del Michigan dal 2025.

## Biografia

### Formazione e primi anni
Nata a Portland, Kristen McDonald è gemella della giurista Karen McDonald. Si laureò in storia presso l'Università statale del Michigan e successivamente in pubblica amministrazione presso l'Università del Michigan. Sposò il politico Joseph Rivet, dal quale ebbe sei figli.
Prima di candidarsi per una carica politica, Kristen McDonald Rivet svolse le funzioni di capo dello staff del sovrintendente scolastico statale Michael P. Flanagan e fu vicepresidente della Skillman Foundation, occupandosi di politiche pubbliche a favore dell'istruzione nella città di Detroit. Il suo primo incarico politico fu quello di membro della Charter Commission di Bay City. L'allora governatrice Jennifer Granholm la scelse nel suo staff affidandole l'incarico di consulente senior per le politiche infantili: in tale ruolo, Kristen McDonald Rivet affermò di aver progettato il sistema educativo della prima infanzia dello stato, "Great Start".

### Carriera politica
Come membro del Partito Democratico, nel 2022 si candidò al Senato del Michigan, sfidando la repubblicana in carica Annette Glenn. Al termine della competizione, sconfisse l'avversaria con un netto margine di scarto. Fu la prima democratica a rappresentare la contea di Midland, considerata una roccaforte repubblicana, nell'arco di alcuni decenni.
Nel corso del suo primo anno di mandato, si occupò di promuovere alcune misure, tra cui una legislazione per agevolare gli agricoltori nell'implementazione di pannelli solari, un'altra per garantire la vendita di farmaci da banco a prezzi calmierati e un'altra per proteggere i bambini dalla violenza armata.
Nel 2024 annunciò la propria candidatura per la Camera dei Rappresentanti nelle elezioni parlamentari, per il seggio lasciato dal democratico in carica Dan Kildee. La gara venne ritenuta dagli osservatori e dalla stampa una delle più competitive di quella tornata elettorale. Kristen McDonald Rivet riuscì ad aggiudicarsi le primarie con il 53%, battendo altri due candidati.
Nelle elezioni generali affrontò il repubblicano Paul Junge, che era stato sconfitto da Kildee nelle precedenti elezioni. Al termine della campagna elettorale, Kristen McDonald Rivet riuscì a prevalere su Paul Junge con un margine di quasi sette punti percentuali, nonostante nelle elezioni presidenziali il distretto fosse stato vinto da Donald Trump; lei affermò che alla base della vittoria ci fosse l'approccio pragmatico e reale adottato, bussando alle porte degli abitanti del distretto che avevano affissi cartelloni pro-Trump e parlando con loro di tematiche concrete come il prezzo dei generi alimentari.
Dichiarò che le sue priorità al Congresso riguardavano l'aumento del reddito medio, la diminuzione dei costi per l'assistenza all'infanzia e sostenne che il suo partito per vincere dovesse parlare di temi economici vicini alla classe lavoratrice. Ideologicamente, Kristen McDonald Rivet si configura come una democratica moderata, sebbene in alcune circostanze, come la morte di George Floyd, abbia esposto posizioni radicali.